# Печчи, Виктор
Виктор Мануэль Печчи Баларт (исп. Victor Manuel Pecci Balart; род. 15 октября 1955, Асунсьон) — парагвайский профессиональный теннисист, теннисный тренер и спортивный функционер, бывшая 9-я ракетка мира в одиночном разряде. Финалист Открытого чемпионата Франции 1979 года и обладатель награды ATP за этот же год в номинации «Прогресс года», победитель Открытого чемпионата Франции 1973 года среди юношей, победитель 22 турниров Гран-при в одиночном и парном разрядах. Министр спорта Парагвая с 2013 года.

## Игровая карьера
Виктор Печчи, родившийся в 1955 году в Асунсьоне, начал играть в теннис с шести лет, а в 12-летнем возрасте уже участвовал во взрослых национальных турнирах, вскоре начав одерживать на них победы. В 1971 году Печчи стал финалистом престижного юниорского турнира Orange Bowl, уступив в категории до 16 лет Бьорну Боргу. В 1973 году, в возрасте 17 лет, он стал победителем Открытого чемпионата Франции среди юношей, и в этом же году начал выступления в профессиональных теннисных турнирах.
С 1976 года Печчи входил в состав сборной Парагвая в Кубке Дэвиса. На этот же год приходятся его первые титулы в турнирах серии Гран-при — в Мадриде и Берлине в одиночном разряде и в Сан-Паулу в парном. Пик его игровой карьеры пришёлся на 1978 и 1979 годы. За 1978 год Печчи трижды играл в одиночных финалах, одержав одну победу, а в парах появлялся в финале восемь раз, завоевав шесть титулов, в том числе выиграв с чилийцем Белусом Пражу Открытый чемпионат Италии — один из самых престижных грунтовых турниров в мире. В финале Печчи и Пражу победили одну из ведущих пар мира Ян Кодеш-Томаш Шмид. В паре с испанцем Антонио Муньосом Печчи также играл в финале Открытого чемпионата Германии, но не сумел его выиграть, уступив Тому Оккеру и Войцеху Фибаку. На следующий год Печчи семь раз пробивался в финал в одиночном разряде, трижды став победителем, но главный его успех был связан с выступлением в Открытом чемпионате Франции. В Париже парагвайский теннисист последовательно обыграл прошлогоднего полуфиналиста Коррадо Барадзутти, игрока первой мировой десятки Гарольда Соломона, Гильермо Виласа и Джимми Коннорса, прежде чем уступить в финале Бьорну Боргу, для которого эта победа на «Ролан Гаррос» стала уже четвёртой за карьеру. К апрелю 1980 года Печчи и сам вошёл в число десяти лучших игроков мира, поднявшись в рейтинге до 9-го места.
В дальнейшем индивидуальные успехи Печчи были не столь значительны, хотя он добавил в свою копилку ещё четыре титула в одиночном разряде и пять в парном, в том числе вторично выиграв в 1983 году Открытый чемпионат Италии с соотечественником Франсиско Гонсалесом (уроженцем Пуэрто-Рико). Однако его основные успехи пришлись на выступления в составе сборной Парагвая в Кубке Дэвиса. В 1982 году Печчи сыграл ключевую роль в ряде побед сборной в Американской группе и после победы над командой Канады вывел её в Мировую группу — высший эшелон турнира. На следующий год он обеспечил сборной победу над сильной командой Чехословакии, победив Томаша Шмида в личной встрече, а затем выиграв в паре с Гонсалесом у Шмида и Ивана Лендла. В 1985 году парагвайцы снова преподнесли сенсацию, в первом круге Мировой группы победив французскую сборную; Печчи в первый день матча победил Янника Ноа, а затем в решающей пятой игре принёс своей команде общую победы, справившись с Анри Леконтом. В 1987 году команда Парагвая, также в первом круге Мировой группы, победила сборную США; Печчи снова принёс команде два очка, в том числе в решающем поединке, где обыграл Аарона Крикстейна. Виктор Печчи продолжал выступать за сборную Парагвая до 1990 года, в общей сложности одержав 17 побед в 27 играх в одиночном и 11 побед в 18 играх в парном разряде, а национальная команда благодаря его усилиям оставлась в Мировой группе вплоть до 1989 года.

## Положение в рейтинге АТР в конце года
| Разряд    | 1974 | 1975 | 1976 | 1977 | 1978 | 1979 | 1980 | 1981 | 1982 | 1983 | 1984 | 1985 | 1986 | 1987 |
| --------- | ---- | ---- | ---- | ---- | ---- | ---- | ---- | ---- | ---- | ---- | ---- | ---- | ---- | ---- |
| Одиночный | 318  | 55   | 34   | 39   | 46   | 11   | 31   | —    | —    | -    | 38   | 110  | 140  | 256  |
| Парный    | -    | -    | -    | -    | -    | -    | -    | —    | —    | 29   | 92   | 57   | 336  | 293  |

## Участие в финалах турниров Гран-при за карьеру
| Результат | №   | Дата            | Турнир                                | Покрытие | Соперник в финале | Счёт в финале           |
| --------- | --- | --------------- | ------------------------------------- | -------- | ----------------- | ----------------------- |
| Победа    | 1.  | 13 апреля 1976  | Мадрид, Испания                       | Грунт    | Эрик Дебликер     | 7-5, 7-6, 3-6, 2-6, 6-4 |
| Победа    | 2.  | 21 июня 1976    | Западный Берлин                       | Хард     | Ганс-Юрген Поман  | 6-1, 6-2, 5-7, 6-3      |
| Поражение | 1.  | 25 апреля 1977  | Мюнхен, ФРГ                           | Грунт    | Желько Франулович | 1-6, 1-6, 7-6, 5-7      |
| Победа    | 3.  | 20 ноября 1978  | Богота, Колумбия                      | Грунт    | Рольф Геринг      | 6-4, 3-6, 6-3, 6-3      |
| Поражение | 2.  | 27 ноября 1978  | Буэнос-Айрес, Аргентина               | Грунт    | Хосе Луис Клерк   | 4-6, 4-6                |
| Поражение | 3.  | 4 декабря 1978  | Сантьяго, Чили                        | Грунт    | Хосе Луис Клерк   | 6-3, 3-6, 1-6           |
| Победа    | 4.  | 8 апреля 1979   | Ницца, Франция                        | Грунт    | Джон Александр    | 6-3, 6-2, 7-5           |
| Поражение | 4.  | 28 мая 1979     | Открытый чемпионат Франции, Париж     | Грунт    | Бьорн Борг        | 3-6, 1-6, 7-6, 4-6      |
| Поражение | 5.  | 11 июня 1979    | Лондон (Queen’s Club), Великобритания | Трава    | Джон Макинрой     | 7-6, 1-6, 1-6           |
| Поражение | 6.  | 16 июля 1979    | Вашингтон, США                        | Грунт    | Гильермо Вилас    | 6-7, 6-7                |
| Победа    | 5.  | 5 ноября 1979   | Кито, Эквадор                         | Грунт    | Хосе Игерас       | 2-6, 6-4, 6-2           |
| Победа    | 6.  | 12 ноября 1979  | Богота (2)                            | Грунт    | Хайро Веласко     | 6-3, 6-4                |
| Поражение | 7.  | 26 ноября 1979  | Йоханнесбург, ЮАР                     | Хард     | Эндрю Паттисон    | 6-2, 3-6, 2-6, 3-6      |
| Поражение | 8.  | 3 ноября 1980   | Кито                                  | Грунт    | Хосе Луис Клерк   | 4-6, 6-1, 8-10          |
| Победа    | 7.  | 24 ноября 1980  | Сантьяго                              | Грунт    | Кристоф Фрейс     | 4-6, 6-4, 6-3           |
| Победа    | 8.  | 26 января 1981  | Винья-дель-Мар, Чили                  | Грунт    | Хосе Игерас       | 6-4, 6-0                |
| Поражение | 9.  | 2 февраля 1981  | Мар-дель-Плата, Аргентина             | Грунт    | Гильермо Вилас    | 6-2, 3-6, 1-2, отказ    |
| Победа    | 9.  | 20 апреля 1981  | Борнмут, Великобритания               | Грунт    | Балаж Тароци      | 6-3, 6-4                |
| Поражение | 10. | 18 мая 1981     | Открытый чемпионат Италии, Рим        | Грунт    | Хосе Луис Клерк   | 3-6, 4-6, 0-6           |
| Победа    | 10. | 14 февраля 1983 | Винья-дель-Мар (2)                    | Грунт    | Хайме Фильоль     | 2-6, 7-5, 6-4           |
| Поражение | 11. | 23 июля 1984    | Открытый чемпионат Австрии, Кицбюэль  | Грунт    | Хосе Игерас       | 5-7, 6-3, 1-6           |
| Поражение | 12. | 8 апреля 1985   | Ницца                                 | Грунт    | Анри Леконт       | 4-6, 4-6                |

| Результат | №   | Дата            | Турнир                               | Покрытие | Партнёр            | Соперники в финале            | Счёт в финале |
| --------- | --- | --------------- | ------------------------------------ | -------- | ------------------ | ----------------------------- | ------------- |
| Поражение | 1.  | 9 августа 1976  | Страттон-Маунтин, Нью-Гэмпшир, США   | Грунт    | Рикардо Кано       | Брайан Готтфрид Рауль Рамирес | 3-6, 0-6      |
| Победа    | 1.  | 15 ноября 1976  | Сан-Паулу, Бразилия                  | Ковёр(i) | Лито Альварес      | Рикардо Кано Белус Пражу      | 6-4, 3-6, 6-3 |
| Победа    | 2.  | 27 марта 1978   | Милан, Италия                        | Ковёр(i) | Хосе Игерас        | Рауль Рамирес Войцех Фибак    | 5-7, 7-6, 7-6 |
| Поражение | 2.  | 15 мая 1978     | Открытый чемпионат Германии, Гамбург | Грунт    | Антонио Муньос     | Том Оккер Войцех Фибак        | 2-6, 4-6      |
| Победа    | 3.  | 22 мая 1978     | Открытый чемпионат Италии, Рим       | Грунт    | Белус Пражу        | Ян Кодеш Томаш Шмид           | 6-7, 7-6, 6-1 |
| Победа    | 4.  | 31 июля 1978    | Луисвилл, США                        | Грунт    | Войцех Фибак       | Виктор Амайя Джон Джеймс      | 6-4, 6-7, 6-4 |
| Победа    | 5.  | 21 августа 1978 | Бостон, США                          | Грунт    | Балаж Тароци       | Ван Винитски Хайнц Гюнтхардт  | 6-3, 3-6, 6-1 |
| Победа    | 6.  | 30 октября 1978 | Вена, Австрия                        | Хард(i)  | Балаж Тароци       | Фрю Макмиллан Боб Хьюитт      | 6-3, 6-7, 6-4 |
| Поражение | 3.  | 20 ноября 1978  | Богота, Колумбия                     | Грунт    | Ганс Гильдемайстер | Альваро Фильоль Хайме Фильоль | 4-6, 3-6      |
| Победа    | 7.  | 4 декабря 1978  | Сантьяго, Чили                       | Грунт    | Ганс Гильдемайстер | Альваро Фильоль Хайме Фильоль | 6-4, 6-3      |
| Поражение | 4.  | 9 апреля 1979   | Монте-Карло, Монако                  | Грунт    | Балаж Тароци       | Илие Настасе Рауль Рамирес    | 3-6, 4-6      |
| Поражение | 5.  | 8 сентября 1980 | Палермо, Италия                      | Грунт    | Балаж Тароци       | Рикардо Икаса Джании Оклеппо  | 2-6, 2-6      |
| Победа    | 8.  | 20 апреля 1981  | Борнмут, Великобритания              | Грунт    | Рикардо Кано       | Бастер Моттрам Томаш Шмид     | 6-4, 3-6, 6-3 |
| Победа    | 9.  | 9 мая 1983      | Флоренция, Италия                    | Грунт    | Франсиско Гонсалес | Доминик Бедель Бернар Фриц    | 4-6, 6-4, 7-6 |
| Победа    | 10. | 16 мая 1983     | Открытый чемпионат Италии (2)        | Грунт    | Франсиско Гонсалес | Ян Гуннарсон Майк Лич         | 6-2, 6-7, 6-4 |
| Победа    | 11. | 6 июня 1983     | Венеция, Италия                      | Грунт    | Франсиско Гонсалес | Стив Крулевиц Золтан Кухарски | 6-1, 6-2      |
| Поражение | 6.  | 1 октября 1984  | Барселона, Испания                   | Грунт    | Мартин Хайте       | Павел Сложил Томаш Шмид       | 2-6, 0-6      |
| Победа    | 12. | 15 июля 1985    | Вашингтон, США                       | Грунт    | Ганс Гильдемайстер | Дэвид Грэм Балаж Тароци       | 6-3, 1-6, 6-4 |

## Дальнейшая карьера
В 2003 году Виктор Печчи занял пост капитана сборной Парагвая в Кубке Дэвиса, оставаясь в этой должности с перерывами до 2011 года. В 2013 году Печчи был назначен министром спорта в правительстве Орасио Картеса. После развода со своей первой женой Мерседес Бариоканал он женился ещё дважды, родив с третьей женой Сильвией сына Хулиана.